# Skip Battin
Pour les articles homonymes, voir Battin.
Skip Battin est un musicien américain né le 18 février 1934 à Gallipolis, dans l'Ohio, et mort le 6 juillet 2003 à Silverton, dans l'Oregon. Il a notamment été bassiste et chanteur au sein des Byrds, des New Riders of the Purple Sage et des Flying Burrito Brothers.

## Biographie
Originaire de l'Ohio, Clyde « Skip » Battin commence sa carrière musicale en 1956, en formant le duo « The Pledges » avec son ami Gary Paxton, rencontré à l'université d'Arizona. Rebaptisé Skip & Flip, le tandem réussit à classer trois 45 tours dans les charts en 1959-1960 avant de se séparer en 1961. Dans les années qui suivent, il enregistre et produit plusieurs singles avec son ami Kim Fowley sous divers pseudonymes. À la fin des années 1960, il forme un éphémère groupe de folk rock, Evergreen Blueshoes, qui n'enregistre qu'un album avant de disparaître.
Skip Battin rejoint les Byrds en 1970. Il participe à l'enregistrement des albums (Untitled) (1970), Byrdmaniax (1971) et Farther Along (1972), pour lesquels il coécrit quelques chansons avec Kim Fowley. Le groupe se sépare en 1973. Battin enregistre alors un album en solo (Skip, 1973) avant de rejoindre les New Riders of the Purple Sage. Il apparaît sur leurs albums Brujo (1974), Oh, What a Mighty Time (1975) et New Riders (1976). Fowley et lui écrivent quatre chansons sur le premier, une seule sur le second et plus aucune sur le dernier. En 1976, Battin rejoint les Flying Burrito Brothers pour l'album Airborne. Il quitte et rejoint le groupe à plusieurs reprises dans les années 1980.
Skip Battin publie deux autres albums en solo au début des années 1980, Navigator (1981) et Don't Go Crazy (1984). Tout au long de sa carrière, il ne cesse jamais de participer aux albums d'autres artistes. Il meurt de complications liées à la maladie d'Alzheimer en 2003.

## Discographie solo
- 1973 : Skip
- 1981 : Navigator
- 1984 : Don't Go Crazy
- 2012 : Topanga Skyline (enregistré en 1973)